# 메시지 브로커

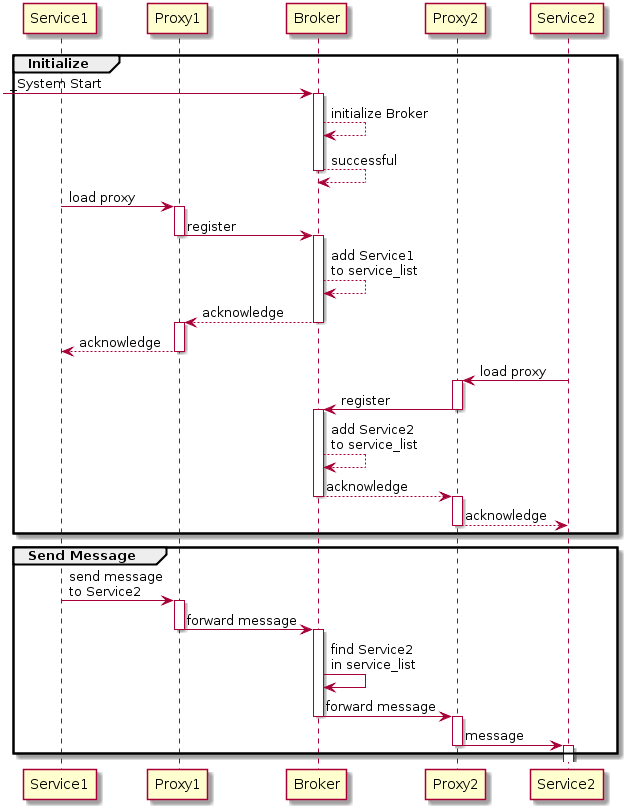
메시지 브로커 패턴을 설명하는 시퀀스 다이어그램

메시지 브로커(message broker), 인터페이스 엔진(interface engine)은 송신자의 메시지 프로토콜 형식으로부터의 메시지를 수신자의 메시지 프로토콜 형식으로 변환하는 중간 컴퓨터 프로그램 모듈이다. 메시지 브로커들은 응용 소프트웨어가 이전에 정의해둔 메시지를 교환할 수 있는 전기통신의 요소 또는 컴퓨터 네트워크이다. 메시지 브로커들은 메시지 지향 미들웨어(MOM)의 빌딩 블록이지만 일반적으로 MOM과 원격 프로시저 호출(RPC) 등의 전통적인 미들웨어를 대체하지는 않는다.

## 메시지 브로커 소프트웨어 목록
- 아마존 웹 서비스(AWS) 심플 큐 서비스(SQS)
- 아파치 ActiveMQ
- 아파치 카프카
- 아파치 Qpid
- Celery
- Cloverleaf (E-Novation Lifeline)
- Comverse Message Broker (Comverse Technology)
- 이클립스 모스키토 MQTT 브로커 (이클립스 재단)
- Enduro/X 트랜잭셔널 메시지 큐 (Transactional Message Queue, TMQ)
- 파이낸셜 퓨전 메시지 브로커 (사이베이스)
- 퓨즈 메시지 브로커 (엔터프라이즈 ActiveMQ)
- Gearman
- HornetQ (레드햇)
- IBM 앱 커넥트
- IBM 웹스피어 MQ
- JBoss 메시징 (와일드플라이)
- JORAM
- 마이크로소프트 애저 서비스 버스 (마이크로소프트)
- 마이크로소프트 비즈토크 서버 (마이크로소프트)
- NATS (MIT 오픈 소스 라이선스: Go로 개발됨)
- 오픈 메시지 큐
- 오라클 메시지 브로커 (오라클)
- RabbitMQ (모질라 공용 허가서, 얼랭으로 개발됨)
- 레디스: 오픈 소스 인메모리 데이터 구조 스토어 (데이터베이스, 캐시, 메시지 브로커로 사용됨)
- SAP PI (SAP SE)
- Solace PubSub+
- 스프레드 툴킷
- Tarantool: NoSQL 데이터베이스
- TIBCO 엔터프라이즈 메시지 서비스
- WSO2 메시지 브로커

## 같이 보기
- 발행-구독 모델
- 메시지 지향 미들웨어